# Petra Laux (Juristin)
Petra Laux (geboren 1959) ist eine deutsche Juristin und Richterin.

## Beruflicher Werdegang
Petra Laux ist seit 1996 Richterin am Sozialgericht Mainz.
Nach einer ersten sechsjährigen Amtsperiode als Richterin am Verfassungsgerichtshof Rheinland-Pfalz schlug der Ältestenrat des Landtags am 27. Februar 2008 Petra Laux zur Wiederwahl als eines stellvertretenden nicht berufsrichterlichen Mitglieds des Gerichts vor. Sie wurde erneut gewählt.

## Privatleben
Petra Laux lebt in Mainz.